# Championnat de France de Formule 4 2025
Navigation
Édition précédente Édition suivante
La saison 2025 du Championnat de France de Formule 4 se déroule du 21 avril au 27 septembre au sein du calendrier du Championnat de France des Circuits, pour la majorité des épreuves. Le championnat, certifié par la FIA, utilise des châssis Mygale M21 et des moteurs Renault 1,3L turbocompressés, préparés par Oreca .Il s'agit de la 15e saison disputée sous l'appellation du Championnat de France de Formule 4 et la huitième sous la réglementation de la Formule 4 FIA. Il s'agit également de la troisième saison en partenariat avec l'ADAC Formel Junior Team.

## Liste des pilotes
Comme lors des saisons précédentes, aucune équipe ne participe au championnat, toutes les voitures étant engagées et préparées par la FFSA Academy. 30 pilotes sont engagés pour toute la saison 2025.
| N°      | Pilote                | Cat. | Manches |
| ------- | --------------------- | ---- | ------- |
| 1       | Andy Consani          |      | 1-4     |
| 3       | Paul Roques           |      | 1-4     |
| 5       | Roméo Leurs           |      | 1-4     |
| 7       | Jules Roussel         |      | 1-4     |
| 8       | Héloïse Goldberg      | W    | 1-4     |
| 9       | Jade Jacquet          | W    | 1-4     |
| 10      | Arthur Dorison        |      | 1-4     |
| 11      | Alexandre Munoz       |      | 1-4     |
| 12      | Lisa Billard          | W    | 1-4     |
| 13      | Louis Iglesias        |      | 1-4     |
| 15      | Sofia Zanfari         | W    | 1-4     |
| 16      | Hugo Martiniello      |      | 1-4     |
| 19      | Guillaume Bouzar      |      | 1-4     |
| 20      | Malo Bolliet          |      | 1-4     |
| 21      | Nicolas Pasquier      |      | 1-4     |
| 23      | Angelina Proenca      | W    | 1-4     |
| 25      | Sasha Milojković      |      | 1-4     |
| 26      | Rayan Caretti         |      | 1-4     |
| 27      | Matteo Giacardi       |      | 1-4     |
| 28      | Niccolò Pirri         |      | 1-4     |
| 30      | Rintaro Sato          |      | 1-4     |
| 33      | Rafaël Pérard         |      | 1-4     |
| 45      | Léandre Carvalho      |      | 1-4     |
| 47      | Hugo Herrouin         |      | 1-4     |
| 53      | Thomas Senecloze      |      | 1-4     |
| 59      | Pierre Devos          |      | 1-4     |
| 74      | Pablo Riccobono Bello |      | 1-4     |
| 77      | Jason Shen            |      | 1-4     |
| 83      | Annabelle Brian       | W    | 1-4     |
| 99      | Montego Maassen       |      | 1-4     |
| Sources |                       |      |         |

## Calendrier
La FFSA a publié le calendrier le 9 décembre 2024.
| N° | Date              | Circuit                       | Lieu          |
| -- | ----------------- | ----------------------------- | ------------- |
| 1  | 18 – 21 avril     | Circuit Paul Armagnac         | Nogaro        |
| 2  | 9 – 11 mai        | Circuit Dijon-Prenois         | Prenois       |
| 3  | 20 – 22 juin      | Circuit de Spa-Francorchamps  | Francorchamps |
| 4  | 1er – 3 août      | Circuit de Nevers Magny-Cours | Magny-Cours   |
| 5  | 12 – 14 septembre | Circuit de Lédenon            | Lédenon       |
| 6  | 25 – 27 septembre | Circuit Bugatti               | Le Mans       |

## Résultats
| Manche | Manche | Circuit                                     | Dates           | Pole Position   | Meilleur tour    | Pilote vainqueur |
| ------ | ------ | ------------------------------------------- | --------------- | --------------- | ---------------- | ---------------- |
| 1      | C1     | Circuit Paul Armagnac, Nogaro               | 20 Avril        | Andy Consani    | Malo Bolliet     | Alexandre Munoz  |
| 1      | C2     | Circuit Paul Armagnac, Nogaro               | 20 Avril        |                 | Matteo Giaccardi | Arthur Dorison   |
| 1      | C3     | Circuit Paul Armagnac, Nogaro               | 21 Avril        | Alexandre Munoz | Alexandre Munoz  | Alexandre Munoz  |
| 2      | C1     | Dijon-Prenois, Prenois                      | 9–11 Mai        | Alexandre Munoz | Alexandre Munoz  | Alexandre Munoz  |
| 2      | C2     | Dijon-Prenois, Prenois                      | 9–11 Mai        |                 | Alexandre Munoz  | Arthur Dorison   |
| 2      | C3     | Dijon-Prenois, Prenois                      | 9–11 Mai        | Alexandre Munoz | Alexandre Munoz  | Alexandre Munoz  |
| 3      | C1     | Circuit de Spa-Francorchamps, Francorchamps | 20–22 Juin      | Jules Roussel   | Jules Roussel    | Jules Roussel    |
| 3      | C2     | Circuit de Spa-Francorchamps, Francorchamps | 20–22 Juin      |                 | Arthur Dorison   | Arthur Dorison   |
| 3      | C3     | Circuit de Spa-Francorchamps, Francorchamps | 20–22 Juin      | Alexandre Munoz | Jules Roussel    | Jules Roussel    |
| 4      | C1     | Circuit de Nevers Magny-Cours, Magny-Cours  | 1–3 Août        | Louis Iglesias  | Rayan Caretti    | Rayan Caretti    |
| 4      | C2     | Circuit de Nevers Magny-Cours, Magny-Cours  | 1–3 Août        |                 | Guillaume Bouzar | Arthur Dorison   |
| 4      | C3     | Circuit de Nevers Magny-Cours, Magny-Cours  | 1–3 Août        | Jules Roussel   | Louis Iglesias   | Rayan Caretti    |
| 5      | C1     | Circuit de Lédenon                          | 12–14 Septembre |                 |                  |                  |
| 5      | C2     | Circuit de Lédenon                          | 12–14 Septembre |                 |                  |                  |
| 5      | C3     | Circuit de Lédenon                          | 12–14 Septembre |                 |                  |                  |
| 6      | C1     | Circuit Bugatti                             | 25–27 Septembre |                 |                  |                  |
| 6      | C2     | Circuit Bugatti                             | 25–27 Septembre |                 |                  |                  |
| 6      | C3     | Circuit Bugatti                             | 25–27 Septembre |                 |                  |                  |

## Classement pilotes FFSA Academy
Les points sont répartis de telle manière :
| Courses       | Positions | Positions | Positions | Positions | Positions | Positions | Positions | Positions | Positions | Positions | Bonus | Bonus |
| Courses       | 1er       | 2e        | 3e        | 4e        | 5e        | 6e        | 7e        | 8e        | 9e        | 10e       | PP    | MT    |
| ------------- | --------- | --------- | --------- | --------- | --------- | --------- | --------- | --------- | --------- | --------- | ----- | ----- |
| Courses 1 & 3 | 25        | 18        | 15        | 12        | 10        | 8         | 6         | 4         | 2         | 1         | 1     | 1     |
| Course 2      | 15        | 12        | 10        | 8         | 6         | 4         | 2         | 1         |           |           | –     | 1     |